# Fabrizio Lai
Fabrizio Lai (Rho, 1978. december 14. –) olasz motorversenyző, a MotoGP 250-es géposztályának korábbi versenyzője.

## Karrierje
Lai egymás után kétszer is, 1996-ban és 1997-ben is megnyerte az Európa-bajnokságot. Ezután az olasz 125 köbcentiméteres géposztályban versenyzett. Ezt a kategóriát is megnyerte, 2002-ben. A MotoGP-ben 2001-től versenyzett, először mint szabadkártyás, majd 2003-ban megkapta első teljes szezonra szóló szerződését. 2004-ben megszerezte első dobogós helyezését, a japán nagydíjon második lett. 2005-ben a hatodik, 2006-ban pedig a 11. helyen végzett összetettben. Ezt követően igazolt az Aprilia csapatához, eddig ez volt az utolsó szezonja a MotoGP-ben.